# Canyamelar (metropolitana di Valencia)
La stazione di Canyamelar è una stazione della linea 6 della Metrovalencia situata nel quartiere Cabañal-Cañamelar di Valencia. È stata inaugurata il 27 settembre 2007. Si trova sulla calle de la Fuente Podrida, dove si innalzano le due piattaforme su entrambi i lati dei binari del tram.